# I Wanna
„I Wanna“ (на български: Аз искам) е песен, която побеждава на Евровизия 2002 в Талин, Естония със 176 точки, и се изпълнява на английски език от Marie N, представляваща Латвия. С тази победа Латвия стана втората балтийска държава, спечелила песенния конкурс, след Естония, която постига същия подвиг една година по-рано в Копенхаген, Дания.
Песента е изпълнена под номер 23 (следвайки Словения и предшествайки Литва). При окончателното приключване на гласуването песента получава общо 176 точки, класирайки се на първо място от общо 24 песни.
Marie N, заедно с Ренарс Кауперс ще бъдат водещи на Евровизия 2003 в Рига, Латвия.